# Confrontos entre Botafogo e Santos no futebol
Clássico Anjo-Rei é como são chamados os confrontos entre Botafogo F.R. e Santos F.C., dois dos maiores clubes de futebol do Rio de Janeiro e de São Paulo, respectivamente.  O clássico Anjo-Rei é assim chamado devido a uma das maiores rivalidades que definiu o futebol nos anos 60, entre o Botafogo de Mané Garrincha, conhecido como o Anjo das Pernas Tortas, e o Santos de Pelé, o Rei do futebol.
O confronto ganhou notoriedade durante as décadas de 1950 e 1960, com grandes partidas entre o Santos de Pelé e o Botafogo de Garrincha. As duas equipes já se enfrentaram em jogos importantes pelo Campeonato Brasileiro, Copa do Brasil e Copa Libertadores da América.
O nome Clássico Anjo-Rei foi cunhado pelo narrador Luís Roberto durante o primeiro tempo da partida entre Santos x Botafogo, válida pela 16ª rodada do Campeonato Brasileiro de 2023. A partida marcava o primeiro confronto entre os dois clubes sem seus principais ídolos vivos: Pelé pelo Santos e Garrincha pelo Botafogo.

## História
A primeira partida entre as duas equipes foi realizada em 1918, em um amistoso na Vila Belmiro, no qual o Santos acabou goleando o Botafogo pelo placar de 8 a 2.
No entanto, em 1935, o Botafogo deu o troco: em uma partida amistosa disputada no estádio General Severiano, no Rio de Janeiro, o clube carioca goleou o Peixe por 9 a 2, registrando assim a maior goleada deste confronto.
A rivalidade cresceu na época em que os clubes possuíam dois dos melhores elencos do Brasil, quando jogadores de ambas as equipes figuravam como destaques na Seleção Brasileira campeã do mundo em 1958 e 1962. O alvinegro carioca tinha em sua equipe estrelas como Nilton Santos, Didi, Zagallo, Amarildo e Garrincha; enquanto o alvinegro da Vila Belmiro contava com nomes como Mengálvio, Coutinho, Pepe, Gilmar, Zito e Pelé.
A primeira decisão entre os dois clubes foi a final do Troféu Teresa Herrera de 1959, quando o Santos derrotou o Botafogo por 4 a 1 em Corunha, na Espanha.
Já a primeira decisão em competições oficiais entre os dois clubes aconteceu em 1962, na final da Taça Brasil (antigo formato do atual Campeonato Brasileiro). A primeira partida foi realizada no Estádio do Pacaembu, em São Paulo, e a equipe santista saiu vitoriosa pelo placar de 4 a 3. Já na segunda partida, disputada no Maracanã, o Botafogo venceu pelo placar de 3 a 1. Com uma vitória de cada lado, foi necessário realizar uma partida desempate, que acabou sendo realizada também no Maracanã. No entanto, desta vez o Botafogo não teve a mesma sorte, e o clube carioca viu a equipe santista realizar uma partida perfeita, terminando com uma goleada por 5 a 0 em pleno Maracanã, dando o título de campeão brasileiro para a equipe de Santos.

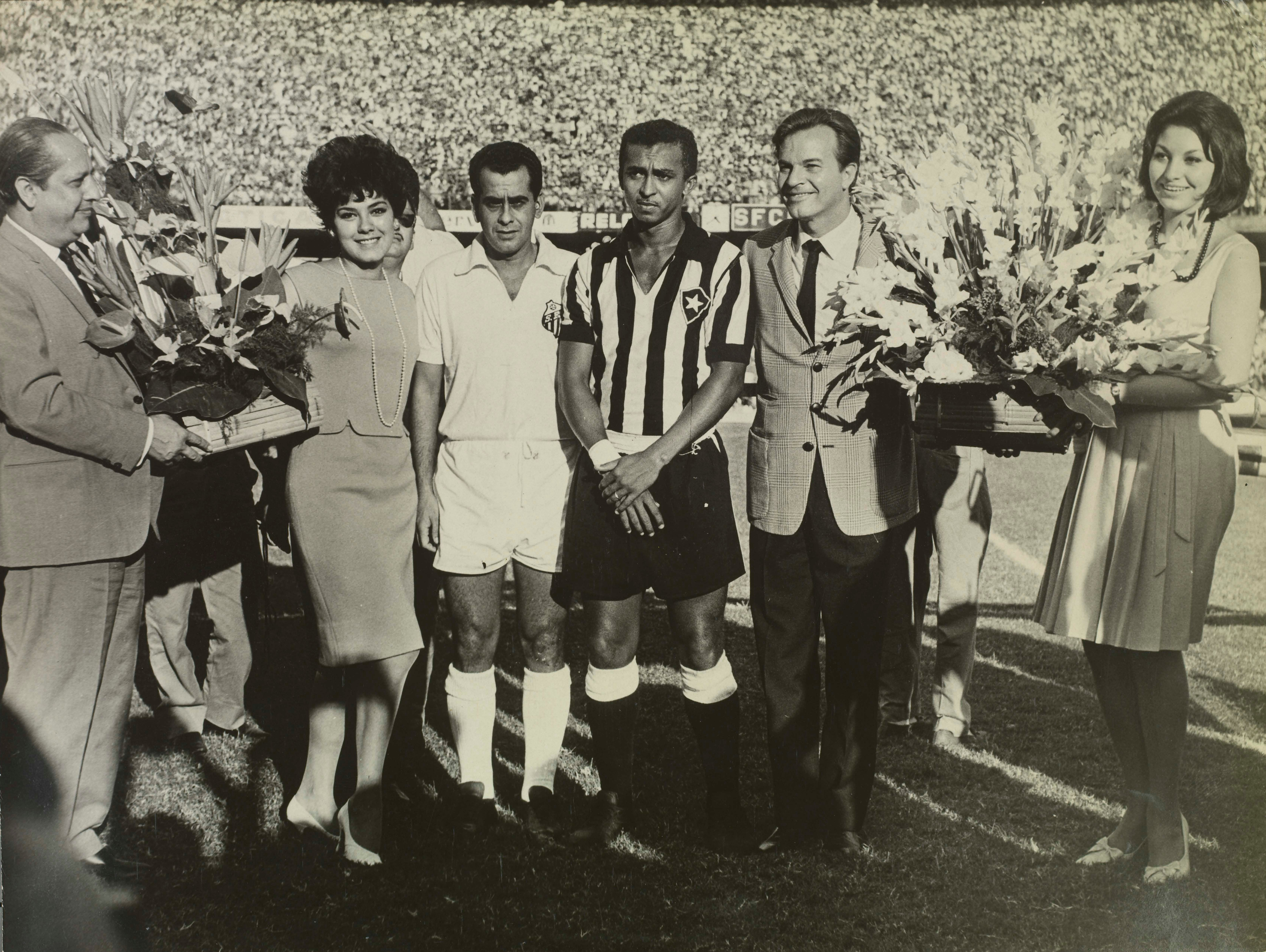
Botafogo e Santos em 1963, jogadores Zito (Santos) e Quarentinha (Botafogo)

No ano seguinte, outro confronto decisivo aconteceu entre os dois clubes alvinegros, desta vez pela semifinal da Copa Libertadores. A partida de ida foi disputada no Pacaembu e terminou com um empate por 1 a 1. A segunda e decisiva partida acabou sendo realizada no Maracanã, e o Santos mais uma vez mostrou sua força e saiu com uma vitória por 4 a 0, com três gols de Pelé, e se classificou para a final do torneio contra o Boca Juniors, na qual o alvinegro praiano sairia vitorioso, consagrando-se bicampeão da América.
Em 1964, pelo Torneio Rio-São Paulo, Botafogo e Santos terminaram a competição empatados em pontos, foi decidido que haveria uma final pra decidir o campeão. A primeira partida realizada no Maracanã terminou com a vitória botafoguense por 3 a 2. No entanto, a segunda partida jamais aconteceu devido a falta de datas, e ambos os clubes foram declarados campeões.
Em 1966, O Botafogo conquistou a Taça Círculo de Periódicos Esportivos (VEN), disputada em dois jogos contra o Santos, com vitórias por 2 a 1 e por 3 a 0.
Depois de muitos anos, uma nova decisão voltou a acirrar a rivalidade entre os dois alvinegros, Santos e Botafogo duelaram na final do Campeonato Brasileiro de 1995. O alvinegro carioca contava com o artilheiro Túlio Maravilha, enquanto o time santista era liderado pelo craque Giovanni. Na partida de ida no Maracanã, o Botafogo saiu com a vitória por 2 a 1. Na partida de volta, realizada no Pacaembu, o Santos dependia de uma vitória por qualquer placar pra se sagrar campeão (pois a equipe paulista tinha feito uma melhor campanha na fase classificatória). Em uma partida polêmica sobre a arbitragem, o Botafogo abriu o placar com Túlio, o Santos conseguiu o empate no inicio da segunda etapa. No entanto, o placar de 1 a 1 persistiu até o final da partida, que acabou dando o título de campeão brasileiro pro Botafogo.
No Campeonato Brasileiro de 2014, pela 37ª rodada, o Botafogo visitou o Santos na Vila Belmiro, em busca de uma vitória para evitar o segundo rebaixamento em sua história. Com dois gols de Leandro Damião, o Santos venceu por 2 a 0 e decretou a queda do clube carioca para a segunda divisão.

## Outras estatísticas

### Campeonato Brasileiro
Pelo Campeonato Brasileiro foram 64 jogos, com 24 vitórias do Santos, 20 do Botafogo e 20 empates, 87 gols a favor do Santos e 65 a favor do Botafogo.

### Torneio Rio-São Paulo
Pelo Torneio Rio-São Paulo foram 25 jogos, com 10 vitórias do Santos, 8 do Botafogo e 7 empates, 49 gols a favor do Santos e 40 a favor do Botafogo.

### Principais estádios
37 partidas foram disputadas na Vila Belmiro, com 18 vitórias do Santos, 8 do Botafogo e 11 empates. No Maracanã foram disputadas 31 partidas, com 13 vitórias do Botafogo, 12 do Santos e 6 empates. No Pacaembu foram 19 jogos, com 6 vitórias do Santos, 4 do Botafogo e 9 empates. Já no Engenhão foram 9 jogos, com 4 vitórias para o Santos, 3 vitórias para o Botafogo e 2 empates.

## Goleadas
Essas são as goleadas aplicadas por cada lado (vitórias a partir de 3 gols de diferença):

### A favor do Botafogo
1. Botafogo  9 x 2  Santos (3 de agosto de 1935, Jogo amistoso, General Severiano).
2. Santos  1 x 5  Botafogo (17 de janeiro de 1949, Jogo amistoso, Pacaembu).
3. Santos  2 x 5  Botafogo (12 de janeiro de 1955, Jogo amistoso, Vila Belmiro).
4. Botafogo  3 x 0  Santos (3 de julho de 1952, Jogo amistoso, General Severiano).
5. Botafogo  3 x 0  Santos (16 de abril de 1960, Torneio Rio-São Paulo, Maracanã).
6. Botafogo  3 x 0  Santos (3 de janeiro de 1962, Jogo amistoso, Maracanã).
7. Botafogo  3 x 0  Santos (23 de janeiro de 1966, Taça Círculo de Periódicos Esportivos, Estádio Universitário, Caracas-VEN).
8. Santos  0 x 3  Botafogo (22 de janeiro de 2000, Torneio Rio-São Paulo, Vila Belmiro).
9. Botafogo  3 x 0   Santos (10 de novembro de 2022, Campeonato Brasileiro, Estádio Olímpico Nilton Santos).

### A favor do Santos
1. Santos  8 x 2  Botafogo (14 de abril de 1918, Jogo amistoso, Vila Belmiro).
2. Botafogo  0 x 5  Santos (2 de abril de 1963, Campeonato Brasileiro, Maracanã).
3. Santos  5 x 0  Botafogo (16 de outubro de 2014, Copa do Brasil, Pacaembu).
4. Santos  5 x 1  Botafogo (11 de maio de 1957, Torneio Rio-São Paulo, Vila Belmiro).
5. Botafogo  0 x 4  Santos (28 de agosto de 1963, Copa Libertadores da América, Maracanã).
6. Santos  4 x 1  Botafogo (6 de dezembro de 1925, Jogo amistoso, Vila Belmiro).
7. Santos  4 x 1  Botafogo (21 de junho de 1959, Troféu Teresa Herrera, Estádio Municipal de Riazor, La Coruña-ESP).
8. Santos  4 x 1  Botafogo (19 de novembro de 2000, Campeonato Brasileiro, Vila Belmiro).
9. Santos  4 x 1  Botafogo (3 de novembro de 2019, Campeonato Brasileiro, Vila Belmiro).
10. Santos  3 x 0  Botafogo (1 de maio de 1955, Torneio Rio-São Paulo, Vila Belmiro).
11. Botafogo  0 x 3  Santos (20 de janeiro de 1974, Campeonato Brasileiro, Maracanã).
12. Botafogo  0 x 3  Santos (23 de março de 1991, Campeonato Brasileiro, Maracanã).
13. Santos  3 x 0  Botafogo (25 de janeiro de 2001, Torneio Rio-São Paulo, Vila Belmiro).
14. Santos  3 x 0  Botafogo (14 de julho de 2007, Campeonato Brasileiro, Vila Belmiro).
15. Santos  3 x 0  Botafogo (5 de junho de 2016, Campeonato Brasileiro, Pacaembu).

## Confrontos eliminatórios
Os clubes já se enfrentaram 8 vezes em fases de mata-mata. O Santos levou a melhor em 4 oportunidades, contra 4 do Botafogo. Nas vezes em que foi vencedor, o time paulista saiu como campeão 2 vezes, o mesmo número de vezes do clube carioca.

### Finais
- Em 1962, o Santos conquistou o Campeonato Brasileiro sobre o Botafogo.
- Em 1964, pelo Torneio Rio-São Paulo, o Botafogo venceu o Santos por 3x2 e terminaram a competição empatados em pontos. Ambos os clubes foram declarados campeões.
- Em 1995, o Botafogo conquistou o Campeonato Brasileiro sobre o Santos.

### Em competições daFERJ-FPF
- Em 1998, o Botafogo eliminou o Santos na semifinal do Torneio Rio-São Paulo. (O clube foi o campeão dessa edição)
- Em 1999, o Santos eliminou o Botafogo na semifinal do Torneio Rio-São Paulo .
- Em 2001, o Botafogo eliminou o Santos na semifinal do Torneio Rio-São Paulo .

### Em competições daCBD/CBF
- Em 2014, o Santos eliminou o Botafogo nas quartas de final do Copa do Brasil.

### Em competições daCONMEBOL
- Em 1963, o Santos eliminou o Botafogo na semifinal da Copa Libertadores da América . (O clube foi o campeão dessa edição)

## Outras decisões
- Em 1959, o Santos conquistou o Troféu Teresa Herrera sobre o Botafogo.
- Em 1961, o Botafogo conquistou a Taça dos Campeões Estaduais Rio-São Paulo sobre o Santos.
- Em 1966, o Botafogo conquistou a Taça Círculo de Periódicos sobre o Santos.

## Maiores públicos
- Aonde não consta informação sobre público pagante e presente, a referência é aos pagantes, acima de 40.000.[13]

1. Botafogo 3 x 0 Santos, 102.348, 3 de janeiro de 1962, Maracanã (95.518 pagantes).
2. Botafogo 3 x 1 Santos, 102.260, 31 de março de 1963, Maracanã.
3. Botafogo 0 x 3 Santos, 74.478, 20 de janeiro de 1974, Maracanã.
4. Botafogo 0 x 5 Santos, 70.324, 2 de abril de 1963, Maracanã.
5. Botafogo 2 x 1 Santos, 53.668, 13 de dezembro de 1995, Maracanã.[14]

### Em São Paulo
1. Santos 1 x 1 Botafogo, 31.488, 17 de dezembro de 1995, Pacaembu (28.488 pagantes).[14][15]